# Undulifer nigidioides
Undulifer nigidioides is een keversoort uit de familie Passalidae. De wetenschappelijke naam van de soort is voor het eerst geldig gepubliceerd in 1949 door Hincks.